# Rhynchobatus laevis
Rhynchobatus laevis és un peix de la família dels rinobàtids i de l'ordre dels rajiformes.

## Alimentació
Menja invertebrats bentònics.

## Reproducció
És ovovivípar.

## Distribució geogràfica
Es troba a les costes del Japó, Austràlia, Bangladesh, Xina, Oman, el Pakistan, Sri Lanka i Tanzània.